# Edward Speleers
 (septembre 2010).
Si vous disposez d'ouvrages ou d'articles de référence ou si vous connaissez des sites web de qualité traitant du thème abordé ici, merci de compléter l'article en donnant les références utiles à sa vérifiabilité et en les liant à la section « Notes et références ».
Edward Speleers, ou simplement Ed Speleers, est un acteur britannique, né le 7 avril 1988 à Chichester (Angleterre).
Il est principalement connu pour avoir tenu le premier rôle du film Eragon en 2006 et celui de Jimmy Kent dans la série britannique Downton Abbey.

## Biographie

### Famille et études
Edward John Speleers est né le 7 avril 1988 à Chichester. Il a deux demi-frères. Il travaille avec l'un d'eux à London Production, société qu'ils ont montée ensemble et dont Edward est le coproducteur. Son père John Speleers, est conseiller financier dans l'Essex. Ses parents ont divorcé et sa mère habite maintenant en Espagne.
Durant ses études secondaires à l'Université d'Estbourne College, il interprète plusieurs rôles au théâtre, notamment dans Richard III et Hamlet.

### Vie privée
Il est marié à Asia Macey. Le couple a deux enfants.

### Carrière

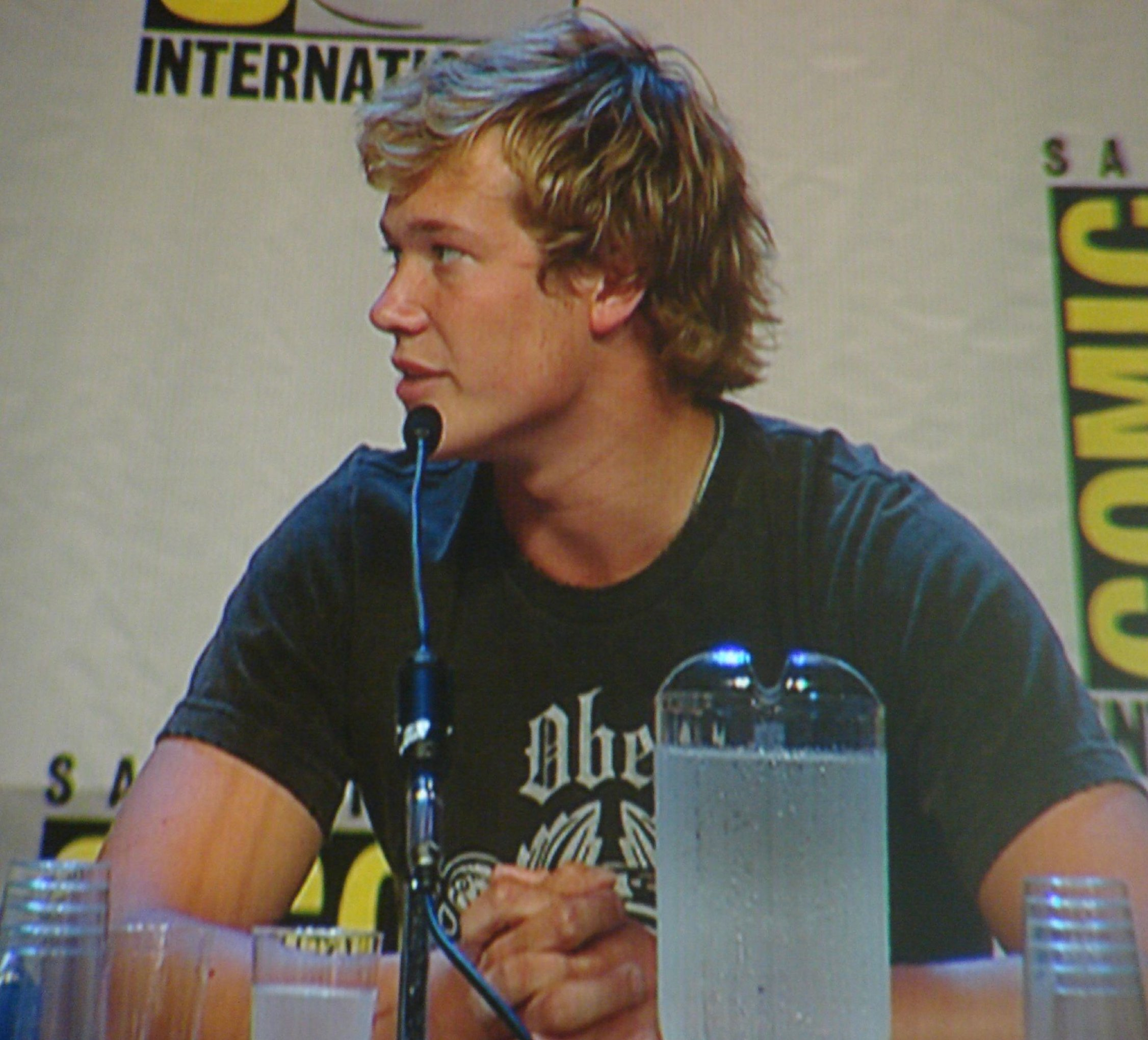
Edward Speleers au Comic Con (2006).

Il est apparu dans un court-métrage de Charlie Bleakley, Metropolis. Avant d'obtenir le rôle d'Eragon, il auditionne pour plusieurs rôles, notamment celui de Peter Pevensie dans Le Monde de Narnia : Le Lion, la Sorcière blanche et l'Armoire magique, qui sera finalement incarné par William Moseley, il a également tourné dans la série anglaise Echo Beach.
Il fait partie du casting du film The Good War où il interprète un jeune soldat durant la Seconde Guerre mondiale, Byron, réalisé par Guido Chiesa (deux fois nommé aux Lions d'Or de Venise).
En 2009, l'acteur joue dans Shirasu Jiro. La même année, il incarne Jason dans le téléfilm Witchville pour Syfy, diffusé en mai de cette même année.
En 2011, Poursuite mortelle sort sur les écrans anglais. Il est présenté durant le Film4 Frightfest (festival du film d'horreur de Londres) en film de clôture et obtient un franc succès.
En 2012, il fait partie du casting d'un court métrage pour l'exposition de la National Gallery nommée Metamorphosis. Il intègre également le casting de la série anglaise Downton Abbey
En 2015, il tient le rôle principal dans Howl, un film de Paul Hyett présenté en 2016 au Festival de Gérardmer.
En 2017, il joue aux côtés d'Andrew Garfield et Claire Foy dans Breathe d'Andy Serkis. L'année suivante, il obtient un rôle dans Outlander.
En 2023 , il joue au côté de Penn Badgley dans You où il interprète Rhys Montrose.

## Filmographie

### Cinéma

#### Longs métrages
- 2006 : Eragon de Stefen Fangmeier : Eragon
- 2011 : Poursuite mortelle (A Lonely Place to Die) de Julian Gilbey : Ed
- 2012 : Love Bite d'Andy De Emmony : Jamie
- 2013 : Plastic de Julian Gilbey : Sam
- 2015 : Howl de Paul Hyett : Joe
- 2015 : L'Homme qui voulait se souvenir (Remainder) d'Omer Fast : Greg
- 2016 : Alice de l'autre côté du miroir (Alice Through the Looking Glass) de James Bobin : James Harcourt
- 2017 : Breathe d'Andy Serkis : Colin Campbell
- 2018 : The House That Jack Built de Lars Von Trier : Ed, un policier
- 2018 : Zoo d'Antonio Tublen : John
- 2018 : The Revenger : An Unromantic Comedy de Mark Murphy : Johnny
- 2022 : Perdus dans l'Arctique (Against the Ice) de Peter Flinth : Bessel
- 2024 : Irish Wish de Janeen Damian  : James Thomas

#### Courts métrages
- 2010 : Deathless d'Aimee Powell : John Ray
- 2011 : The Ride de Marion Pilowsky : Un étudiant
- 2012 : Metamorphosis : Titian 2012 de Remi Weekes et Luke White : Acteon
- 2013 : Turncoat de Will Gilbey : Nathan Reece

### Télévision

#### Séries télévisées
- 2008 : Moving Wallpaper : Lui-même
- 2008 : Echo Beach : Jimmy Penwarden
- 2009 : Shirasu Jiro : Robert Cecil Bing
- 2012 - 2014 : Downton Abbey : Jimmy Kent
- 2015 : Dans l'ombre des Tudors (Wolf Hall) : Edward Seymour
- 2015 : Associés contre le crime (Partners in Crime) : Carl Denim
- 2016 : Beowulf : Return to the Shieldlands : Slean
- 2018 - 2019 : Outlander : Stephen Bonnet
- 2023 : You : Rhys Montrose
- 2023 : Star Trek Picard : Jack Crusher

#### Téléfilms
- 2009 : Witchville (en) de Pearry Reginald Teo : Jason

## Distinctions

### Récompenses
- 21e cérémonie des Screen Actors Guild Awards 2015 : Meilleure distribution pour une série dramatique pour Downton Abbey (2012-2014) partagé avec Hugh Bonneville, Laura Carmichael, Jim Carter, Brendan Coyle, Michelle Dockery, Kevin Doyle, Joanne Froggatt, Lily James, Robert James-Collier, Allen Leech, Phyllis Logan, Elizabeth McGovern, Sophie McShera, Matt Milne, Lesley Nicol, David Robb, Maggie Smith, Cara Theobold et Penelope Wilton.

### Nominations
- 33e cérémonie des Saturn Awards 2007 : Meilleur(e) jeune acteur ou actrice dans un film d'aventure pour Eragon (2007).
- 20e cérémonie des Screen Actors Guild Awards 2014 : Meilleure distribution pour une série dramatique pour Downton Abbey (2012-2014) partagé avec Hugh Bonneville, Laura Carmichael, Jim Carter, Brendan Coyle, Michelle Dockery, Kevin Doyle, Jessica Brown Findlay, Siobhan Finneran, Joanne Froggatt, Robert James-Collier, Allen Leech, Phyllis Logan, Elizabeth McGovern, Sophie McShera, Matt Milne, Lesley Nicol, Amy Nuttall, David Robb, Maggie Smith, Dan Stevens, Cara Theobold et Penelope Wilton.
- 45e cérémonie des Saturn Awards 2019 : Meilleur artiste invité dans une série télévisée dramatique pour Outlander  (2018-2019).
- 72e cérémonie des British Academy Film Awards 2019 : Meilleur court métrage pour Wale (2018) partagé avec Barnaby Blackburn, Sophie Alexander et Catherine Slater.